# Glasshouse
| Совокупная оценка    | Совокупная оценка |
| Источник             | Оценка            |
| -------------------- | ----------------- |
| Metacritic           | 72/100            |
| Оценки критиков      |                   |
| Источник             | Оценка            |
| The A.V. Club        | B+                |
| Allmusic             | [ 3 ]             |
| Clash                | [ 4 ]             |
| Consequence of Sound | C+                |
| The Observer         | [ 6 ]             |
| Pitchfork            | 8.0/10            |
| Slant Magazine       | [ 8 ]             |

Glasshouse — третий студийный альбом британской певицы Джессики Уэр, выпущенный 20 октября 2017 года.

## История
Альбом получил положительные отзывы музыкальной критики и интернет-изданий. Он получил 72 из 100 баллов на интернет-агрегаторе Metacritic, что означает «в целом благоприятные отзывы», основанные на 13 рецензиях.
Редактор «Pitchfork» Брэд Нельсон почувствовал, что «каждая песня на Glasshouse имеет свою особую эстетику; в отличие от её предыдущих альбомов, здесь нет песен, которые можно было бы спутать друг с другом, ни одна из них не кажется запоздалой мыслью, проистекающей из общего настроения альбома. Треки — это отдельные объекты, которые, по-видимому, спроектированы и собраны её собственной командой архитекторов […] Такое ощущение, что Уэйр пытается отвлечь внимание от себя, но она находится прямо в центре трепетной хореографии альбома. Она связывает каждую из этих не связанных между собой сред, формируя их». Энди Келлман из AllMusic оценил диск на три с половиной из пяти баллов. В положительном отзыве он написал, что «третий альбом Уэр заполнен тонко сплетенными балладами для взрослых, посвященными страсти, тоске, преданности и уверенности». Он обнаружил, что «хотя Уэйр соавтор всех песен и находится в полном управлении от начала до конца, альбом имеет сшитое качество, которое начинает медленно распадаться во второй половине».

## Список композиций
| №                   | Название                                                 | Автор(ы) | Продюсеры                             | Длительность |
| ------------------- | -------------------------------------------------------- | --- | ------------------------------------- | ------------ |
| 1.                  | «Midnight»                                               | Pop Wansel Kiah Victoria Jessie Ware Bastian Langebaek Jordan Thomas                                                                | Langebaek Wansel [a]                  | 3:57         |
| 2.                  | «Thinking About You»                                     | Ware Thomas Hull | Kid Harpoon Sammy Witte [b]           | 3:28         |
| 3.                  | «Stay Awake, Wait for Me»                                | Ware Ajay Battacharya Danny Parker Alexandra Govere                                                                                 | Stint                                 | 3:35         |
| 4.                  | «Your Domino»                                            | Ware Battacharya Parker Danny Schnair Govere                                                                                        | Stint                                 | 3:47         |
| 5.                  | «Alone»                                                  | Ware Dante Hemingway Sarah Aarons Hull                                                                                              | Kid Harpoon Stint                     | 3:36         |
| 6.                  | «Selfish Love»                                           | Ware Ross Golan Benjamin Levin Magnus August Høiberg Nathan Perez Ryan Tedder Ammar Malik                                           | Happy Perez Benny Blanco Cashmere Cat | 3:57         |
| 7.                  | «First Time»                                             | Ware Finlay Dow-Smith James Newman                                                                                                  | Hemingway Starsmith                   | 4:05         |
| 8.                  | «Hearts»                                                 | Ware Julia Michaels Levin Hemingway Benjamin Ash                                                                                    | Blanco Two Inch Punch                 | 3:33         |
| 9.                  | «Slow Me Down»                                           | Ware Nina Nesbitt Frederik Ball Samuel Preston                                                                                      | Fred Ball                             | 3:24         |
| 10.                 | «Finish What We Started»                                 | Ware John Ryan Jamie Scott Julian Bunetta                                                                                           | Ryan Bunetta                          | 3:49         |
| 11.                 | «Last of the True Believers» (при участии Paul Buchanan) | Ware Liam Howe Hugo White Felix White                                                                                               | H. White F. White [b]                 | 3:53         |
| 12.                 | «Sam»                                                    | Ware Dave Okumu Edward Christopher Sheeran Hemingway Giuseppe Palladino Levin Christopher Dave Francis Farewell Starlite Nico Segal | Blanco                                | 5:15         |
| Общая длительность: | Общая длительность:                                      | Общая длительность: | Общая длительность:                   | 46:19        |

| №                   | Название                                | Автор(ы)                       | Продюсеры             | Длительность |
| ------------------- | --------------------------------------- | ------------------------------ | --------------------- | ------------ |
| 13.                 | «Til the End»                           | Ware Okumu Sacha Skarbek Scott | Scott Dave Okumu [b]  | 3:02         |
| 14.                 | «Love to Love»                          | Ware Battacharya Parker Govere | ST!NT                 | 3:31         |
| 15.                 | «Hearts» (Acoustic)                     | Ware Michaels Levin Ash        | Blanco Two Inch Punch | 3:30         |
| 16.                 | «Alone» (Acoustic)                      | Ware Aarons Hull               | Kid Harpoon ST!NT     | 3:46         |
| 17.                 | «Last of the True Believers» (Acoustic) | Ware Howe H. White F. White    | H. White F. White [b] | 3:41         |
| Общая длительность: | Общая длительность:                     | Общая длительность:            | Общая длительность:   | 63:49        |

Замечания
- ↑  сопродюсер
- ↑  дополнительный продюсер

## Чарты
| Чарт (2017)                              | Высшая позиция |
| ---------------------------------------- | -------------- |
| Бельгия/Фландрия (Ultratop)              | 67             |
| Хорватия (IFPI)                          | 4              |
| Греция (IFPI)                            | 34             |
| Ирландия (IRMA)                          | 31             |
| Новая Зеландия (Heatseeker Albums, RMNZ) | 4              |
| Польша (ZPAV)                            | 9              |
| Шотландия (Scottish Albums Chart)        | 11             |
| Великобритания (UK Albums Chart)         | 7              |

## Сертификации
| Регион | Сертификация | Продажи |
| --- | ------------ | ------- |
| Польша (ZPAV) | Золотой      | 10 000  |
| * Данные о продажах приведены только на основе сертификации. ^ Данные о тиражах приведены только на основе сертификации. |              |         |